# Achyrolimonia bisalba
Achyrolimonia bisalba is een tweevleugelige uit de familie steltmuggen (Limoniidae). De soort komt voor in het Afrotropisch gebied.